# Sagamore Beach
Sagamore Beach es un área no incorporada ubicada dentro del pueblo de Bourne en el condado de Barnstable en el estado estadounidense de Massachusetts.

## Geografía
Sagamore Beach se encuentra ubicada en las coordenadas 41°47′54″N 70°31′44″O / 41.79833, -70.52889.